# Brescia Calcio 1990-1991
Questa pagina raccoglie le informazioni riguardanti il Brescia Calcio nelle competizioni ufficiali della stagione 1990-1991.

## Stagione
Il Brescia ha partecipato al campionato di Serie B, piazzandosi al nono posto con 37 punti in classifica. L'arrivo dell'imprenditore bresciano Gino Corioni è cosa fatta, ma essendo titolare anche del Bologna non può insediarsi alla presidenza, poiché le norme gli vietano di possedere più di una squadra. Così tocca all'ingegnere Claudio Cremonesi assumere la carica pro tempore di presidente, mentre si fa definitivamente da parte Luciano Ravelli. Alla guida tecnica viene chiamato il tecnico Bruno Mazzia, ex rondinella negli anni settanta. Il tecnico vercellese porta con sé il centrocampista Marco Merlo che aveva allenato alla Cremonese. Dall'Ospitaletto arrivano il difensore Daniele Carnasciali ed il mediano Alessandro Quaggiotto, mentre dal Como arriva l'ala Salvatore Giunta. Eugenio Corini passa alla Juventus, dove è approdato il tecnico bresciano Gigi Maifredi. La partenza in campionato è ad handicap (tre partite e tre sconfitte) e Bruno Mazzia viene subito esonerato, venendo sostituito da Bruno Bolchi. Dal mercato novembrino arrivano alcuni rinforzi: dal Cagliari il centrocampista Luciano De Paola, dalla Cremonese il difensore Filippo Citterio e, in prestito dal Monza, l'attaccante Gianfranco Serioli. Le rondinelle così rinnovate risalgono la corrente, anche grazie alle reti di Maurizio Ganz, autore di 13 reti, delle quali due segnate in Coppa Italia.
In Coppa Italia, il Brescia ha superato il primo turno a spese della Salernitana, per poi essere eliminato nel secondo turno dalla Sampdoria.

## Divise e sponsor
Lo sponsor tecnico per la stagione 1990-1991 è Bontempi Sport.

## Rosa
| N. |                   | Ruolo | Calciatore           |
| -- | ----------------- | ----- | -------------------- |
|    | Italia (bandiera) | P     | Alessandro Zaninelli |
|    | Italia (bandiera) | P     | Ivan Gamberini       |
|    | Italia (bandiera) | D     | Edoardo Bortolotti   |
|    | Italia (bandiera) | D     | Daniele Carnasciali  |
|    | Italia (bandiera) | D     | Filippo Citterio     |
|    | Italia (bandiera) | D     | Alessio Delpiano     |
|    | Italia (bandiera) | D     | Gianni Flamigni      |
|    | Italia (bandiera) | D     | Luca Luzardi         |
|    | Italia (bandiera) | D     | Mario Manzo          |
|    | Italia (bandiera) | D     | Nicola Marangon      |
|    | Italia (bandiera) | D     | Cristian Prandelli   |
|    | Italia (bandiera) | D     | Marco Rossi          |

| N. |                   | Ruolo | Calciatore            |
| -- | ----------------- | ----- | --------------------- |
|    | Italia (bandiera) | C     | Stefano Bonometti     |
|    | Italia (bandiera) | C     | Luciano De Paola      |
|    | Italia (bandiera) | C     | Riccardo Masia        |
|    | Italia (bandiera) | C     | Filippo Masolini      |
|    | Italia (bandiera) | C     | Marco Merlo           |
|    | Italia (bandiera) | C     | Marco Piovanelli      |
|    | Italia (bandiera) | C     | Alessandro Quaggiotto |
|    | Italia (bandiera) | C     | Aladino Valoti        |
|    | Italia (bandiera) | A     | Maurizio Ganz         |
|    | Italia (bandiera) | A     | Salvatore Giunta      |
|    | Italia (bandiera) | A     | Stefano Preti         |
|    | Italia (bandiera) | A     | Gianfranco Serioli    |

## Risultati

### Serie B

#### Girone di andata
| Arbitro: | Felicani (Bologna) |

|            |           |  |
| Cinello 9’ | Marcatori |  |

| Arbitro: | Bazzoli (Merano) |

|          |           |                        |
| Ganz 55’ | Marcatori | 17’ Pasa 56’ Donatelli |

| Arbitro: | Merlino (Torre del Greco) |

|            |           |  |
| Barone 17’ | Marcatori |  |

| Arbitro: | Cornieti (Forlì) |

|                         |           |                |
| Ganz 1’ Carnasciali 15’ | Marcatori | 26’ Casagrande |

| Arbitro: | Dal Forno (Ivrea) |

|                               |           |  |
| Tedesco 25’ Simonini 78’, 90’ | Marcatori |  |

| Arbitro: | Monni (Sassari) |

|                        |           |  |
| Ganz 27’ Bonometti 53’ | Marcatori |  |

| Brescia 21 ottobre 1990 7ª giornata | Brescia         | 0 – 0 referto | Padova | Stadio Mario Rigamonti (6 926 spett.)\| Arbitro: \| Boggi (Salerno) \| |
| Arbitro:                            | Boggi (Salerno) |               |        |                                                                        |

| Messina 28 ottobre 1990 8ª giornata | Messina         | 0 – 0 referto | Brescia | Stadio Giovanni Celeste (8 899 spett.)\| Arbitro: \| Bettin (Padova) \| |
| Arbitro:                            | Bettin (Padova) |               |         |                                                                         |

| Arbitro: | Iori (Parma) |

|          |           |             |
| Ganz 18’ | Marcatori | 12’ Marulla |

| Arbitro: | Longhi (Roma) |

|          |           |          |
| Prytz 4’ | Marcatori | 37’ Ganz |

| Arbitro: | Merlino (Torre del Greco) |

|         |           |  |
| Ganz 8’ | Marcatori |  |

| Arbitro: | Bruni (Arezzo) |

|                |           |                     |
| Pellegrini 14’ | Marcatori | 24’ (rig.) Masolini |

| Brescia 2 dicembre 1990 13ª giornata | Brescia             | 0 – 0 referto | Taranto | Stadio Mario Rigamonti (6 063 spett.)\| Arbitro: \| Scaramuzza (Mestre) \| |
| Arbitro:                             | Scaramuzza (Mestre) |               |         |                                                                            |

| Arbitro: | Bazzoli (Merano) |

|                           |           |  |
| Baldieri 15’ Fioretti 79’ | Marcatori |  |

| Arbitro: | Fucci (Salerno) |

|                                |           |  |
| Lucci 10’ (aut.) Ganz 34’, 49’ | Marcatori |  |

| Arbitro: | Boggi (Salerno) |

|            |           |  |
| Gualco 73’ | Marcatori |  |

| Arbitro: | De Angelis (Civitavecchia) |

|          |           |                            |
| Rossi 3’ | Marcatori | 63’ Ferrante 69’ Ravanelli |

| Lucca 13 gennaio 1991 18ª giornata | Lucchese        | 0 – 0 referto | Brescia | Stadio Porta Elisa (7 517 spett.)\| Arbitro: \| Monni (Sassari) \| |
| Arbitro:                           | Monni (Sassari) |               |         |                                                                    |

| Arbitro: | Bruni (Arezzo) |

|                       |           |  |
| Serioli 67’ Rossi 88’ | Marcatori |  |

#### Girone di ritorno
| Arbitro: | Fabricatore (Roma) |

|               |           |  |
| Bonometti 38’ | Marcatori |  |

| Arbitro: | Iori (Parma) |

|                            |           |  |
| Carruezzo 20’ Pecoraro 40’ | Marcatori |  |

| Brescia 10 febbraio 1991 22ª giornata | Brescia       | 0 – 0 referto | Foggia | Stadio Mario Rigamonti (3 416 spett.)\| Arbitro: \| Rosica (Roma) \| |
| Arbitro:                              | Rosica (Roma) |               |        |                                                                      |

| Arbitro: | Quartuccio (Torre Annunziata) |

|                                                        |           |           |
| Marcato 5’ Spinelli 63’ Casagrande 87’ Pierantozzi 92’ | Marcatori | 70’ Merlo |

| Brescia 3 marzo 1991 24ª giornata | Brescia             | 0 – 0 referto | Reggina | Stadio Mario Rigamonti (5 018 spett.)\| Arbitro: \| Scaramuzza (Mestre) \| |
| Arbitro:                          | Scaramuzza (Mestre) |               |         |                                                                            |

| Arbitro: | De Angelis (Civitavecchia) |

|               |           |                   |
| Tovalieri 39’ | Marcatori | 35’ (aut.) Ermini |

| Arbitro: | Cinciripini (Ascoli Piceno) |

|  |           |                       |
|  | Marcatori | 16’ (rig.) Quaggiotto |

| Arbitro: | Fucci (Salerno) |

|            |           |  |
| Giunta 52’ | Marcatori |  |

| Cosenza 30 marzo 1991 28ª giornata | Cosenza                       | 0 – 0 referto | Brescia | Stadio San Vito (3 500 spett.)\| Arbitro: \| Boemo (Cervignano del Friuli) \| |
| Arbitro:                           | Boemo (Cervignano del Friuli) |               |         |                                                                               |

| Arbitro: | Pezzella (Frattamaggiore) |

|                |           |           |
| Quaggiotto 13’ | Marcatori | 40’ Rossi |

| Arbitro: | Nicchi (Arezzo) |

|           |           |            |
| Picci 55’ | Marcatori | 71’ Giunta |

| Brescia 28 aprile 1991 31ª giornata | Brescia         | 0 – 0 referto | Modena | Stadio Mario Rigamonti (4 809 spett.)\| Arbitro: \| Bettin (Padova) \| |
| Arbitro:                            | Bettin (Padova) |               |        |                                                                        |

| Arbitro: | Monni (Sassari) |

|               |           |  |
| Zaffaroni 39’ | Marcatori |  |

| Arbitro: | Merlino (Torre del Greco) |

|             |           |           |
| Masolini 5’ | Marcatori | 24’ Edmar |

| Arbitro: | Bazzoli (Merano) |

|                         |           |                          |
| Balbo 15’ Marronaro 68’ | Marcatori | 12’ Bonometti 73’ Giunta |

| Brescia 26 maggio 1991 35ª giornata | Brescia          | 0 – 0 referto | Cremonese | Stadio Mario Rigamonti (6 413 spett.)\| Arbitro: \| Lanese (Messina) \| |
| Arbitro:                            | Lanese (Messina) |               |           |                                                                         |

| Arbitro: | Quartuccio (Torre Annunziata) |

|                      |           |          |
| Melchiori 28’ (rig.) | Marcatori | 15’ Ganz |

| Arbitro: | Cornieti (Forlì) |

|               |           |          |
| Ganz 23’, 48’ | Marcatori | 73’ Paci |

| Arbitro: | Scaramuzza (Mestre) |

|               |           |           |
| Bolognesi 56’ | Marcatori | 19’ Rossi |

### Coppa Italia

#### Primo turno
| Brescia 26 agosto 1990 Andata | Brescia                       | 0 – 0 | Salernitana | Stadio Mario Rigamonti\| Arbitro: \| Boemo (Cervignano del Friuli) \| |
| Arbitro:                      | Boemo (Cervignano del Friuli) |       |             |                                                                       |

| Arbitro: | Stafoggia (Pesaro) |

|  |           |          |
|  | Marcatori | 75’ Ganz |

#### Secondo turno
| Arbitro: | Ceccarini (Livorno) |

|             |           |          |
| Dossena 48’ | Marcatori | 45’ Ganz |

| Arbitro: | Nicchi (Arezzo) |

|  |           |                                                     |
|  | Marcatori | 21’ Dossena 63’ Mancini 75’ Invernizzi 79’ Lombardo |

## Statistiche

### Statistiche di squadra
| Competizione | Punti | In casa | In casa | In casa | In casa | In casa | In casa | In trasferta | In trasferta | In trasferta | In trasferta | In trasferta | In trasferta | Totale | Totale | Totale | Totale | Totale | Totale | DR |
| Competizione | Punti | G       | V       | N       | P       | Gf      | Gs      | G            | V            | N            | P            | Gf           | Gs           | G      | V      | N      | P      | Gf     | Gs     | DR |
| ------------ | ----- | ------- | ------- | ------- | ------- | ------- | ------- | ------------ | ------------ | ------------ | ------------ | ------------ | ------------ | ------ | ------ | ------ | ------ | ------ | ------ | -- |
| Serie B      | 37    | 19      | 8       | 9       | 2       | 19      | 9       | 19           | 1            | 10           | 8            | 10           | 23           | 38     | 9      | 19     | 10     | 29     | 32     | -3 |
| Coppa Italia |       | 2       | 0       | 1       | 1       | 0       | 4       | 2            | 1            | 1            | 0            | 2            | 1            | 4      | 1      | 2      | 1      | 2      | 5      | -3 |
| Totale       |       | 21      | 8       | 10      | 3       | 19      | 13      | 21           | 2            | 11           | 8            | 12           | 24           | 42     | 10     | 21     | 11     | 31     | 37     | -6 |

### Statistiche dei giocatori
| Giocatore      | Serie B  | Serie B | Coppa Italia | Coppa Italia | Totale   | Totale |
| Giocatore      | Presenze | Reti    | Presenze     | Reti         | Presenze | Reti   |
| -------------- | -------- | ------- | ------------ | ------------ | -------- | ------ |
| S. Bonometti   | 34       | 2       | 4            | 0            | 38       | 2      |
| E. Bortolotti  | 14       | 0       | 3            | 0            | 17       | 0      |
| D. Carnasciali | 35       | 1       | 4            | 0            | 39       | 1      |
| F. Citterio    | 30       | 0       | 0            | 0            | 30       | 0      |
| L. De Paola    | 26       | 0       | 0            | 0            | 26       | 0      |
| A. Delpiano    | 3        | 0       | 4            | 0            | 7        | 0      |
| G. Flamigni    | 26       | 0       | 0            | 0            | 26       | 0      |
| I. Gamberini   | 13       | -12     | 0            | 0            | 13       | -12    |
| M. Ganz        | 34       | 11      | 4            | 2            | 38       | 13     |
| S. Giunta      | 35       | 3       | 4            | 0            | 39       | 3      |
| L. Luzardi     | 34       | 0       | 4            | 0            | 38       | 0      |
| M. Manzo       | 15       | 0       | 0            | 0            | 15       | 0      |
| N. Marangon    | 2        | 0       | 2            | 0            | 4        | 0      |
| R. Masia       | 5        | 0       | 0            | 0            | 5        | 0      |
| F. Masolini    | 22       | 2       | 4            | 0            | 26       | 2      |
| M. Merlo       | 25       | 1       | 3            | 0            | 28       | 1      |
| O. Miglioli    | 3        | 0       | 0            | 0            | 3        | 0      |
| M. Piovanelli  | 2        | 0       | 0            | 0            | 2        | 0      |
| C. Prandelli   | 1        | 0       | 0            | 0            | 1        | 0      |
| S. Preti       | 2        | 0       | 0            | 0            | 2        | 0      |
| A. Quaggiotto  | 13       | 2       | 1            | 0            | 14       | 2      |
| M. Rossi       | 34       | 3       | 3            | 0            | 37       | 3      |
| G. Serioli     | 24       | 1       | 0            | 0            | 24       | 1      |
| A. Valoti      | 31       | 0       | 1            | 0            | 32       | 0      |
| A. Zaninelli   | 25       | -20     | 4            | -5           | 29       | -25    |